# Lahore Zoo
Koordinaten: 31° 33′ 22″ N, 74° 19′ 33″ O
Der Lahore Zoo (Panjabi لہور چڑیا گھر, Urdu لاہور چڑیا گھر) ist ein Zoo in der Stadt Lahore in der Provinz Punjab in Pakistan.

## Geschichte
Der 1872 gegründete Lahore Zoo ist einer der ältesten Zoos weltweit. Er begann mit wenigen gespendeten Vögeln als kleiner Vogelpark. Nach und nach wurden weitere Tiere angeschafft. Von 1872 bis 1923 wurde er von der Municipal Corporation von Lahore Municipal Corporation geleitet. Danach wurde er unter das Management des Livestock and Dairy Development Department gestellt. Schließlich wurde die Leitung des Lahore Zoos im Jahr 1982 dem Wildlife & Parks Department anvertraut. Damit änderten sich die Bedingungen für den Zoo grundlegend. Während des Zeitraums von 1872 bis 1982 wurde nur sehr wenig für seine Entwicklung getan. Nach der Übernahme durch das Wildlife & Parks Department wurde eine Reihe von dringend erforderlichen Änderungen für die Tierhaltung, wie geräumige Unterkünfte, tiergerechte Ausstattung von Gebäuden und neue Landschaftsarchitektur durchgeführt. Es wurde ein neues Ökosystem aus einer Kombination von alten und neu angepflanzten Bäumen geschaffen, in dem auch viele heimische Wildtierarten wie Singvögel, kleine Säugetiere, Reptilien, Amphibien und Wirbellosen frei leben. Der Zoo entwickelte sich aufgrund gesteigerter Besuchereinnahmen zu einer Selbstfinanzierungsorganisation, ist nicht auf finanzielle Zuschüsse durch die Regierung angewiesen und wird jährlich von ca. drei Millionen Gästen besucht.

## Anlagenkonzept und Tierbestand
Im Lahore Zoo leben durchschnittlich 1400 Tiere in etwa 140 Arten. Diese sind in verschiedenen Anlagen und Tierhäusern untergebracht. Im Fancy Bird Aviary werden Vögel in Volieren gehalten. Diese Anlage soll den Besuchern auch einen Eindruck aus den Anfängen des Zoos vermitteln. Neben Freigehegen enthält der Zoo u. a. ein Löwenhaus, ein Elefantenhaus, ein Affenhaus und ein Reptilienhaus. Für Kinder gibt es einen Streichelzoo, wo ausgewählte Haustiere berührt werden können und wo als zusätzliche Information Tierhäute und -hörner sowie Federn und Eier besichtigt werden können.

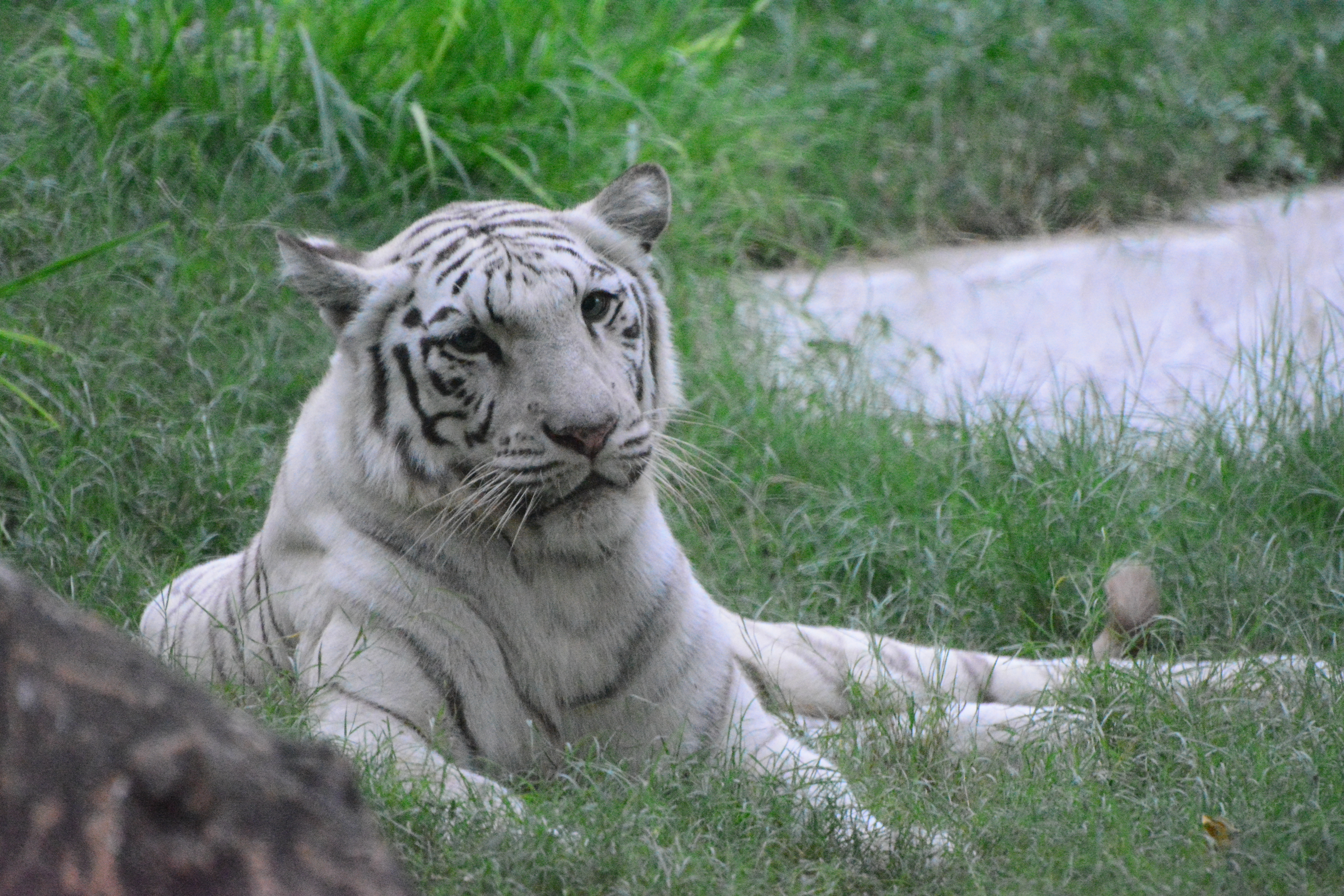
Weißer Königstiger (Panthera tigris)
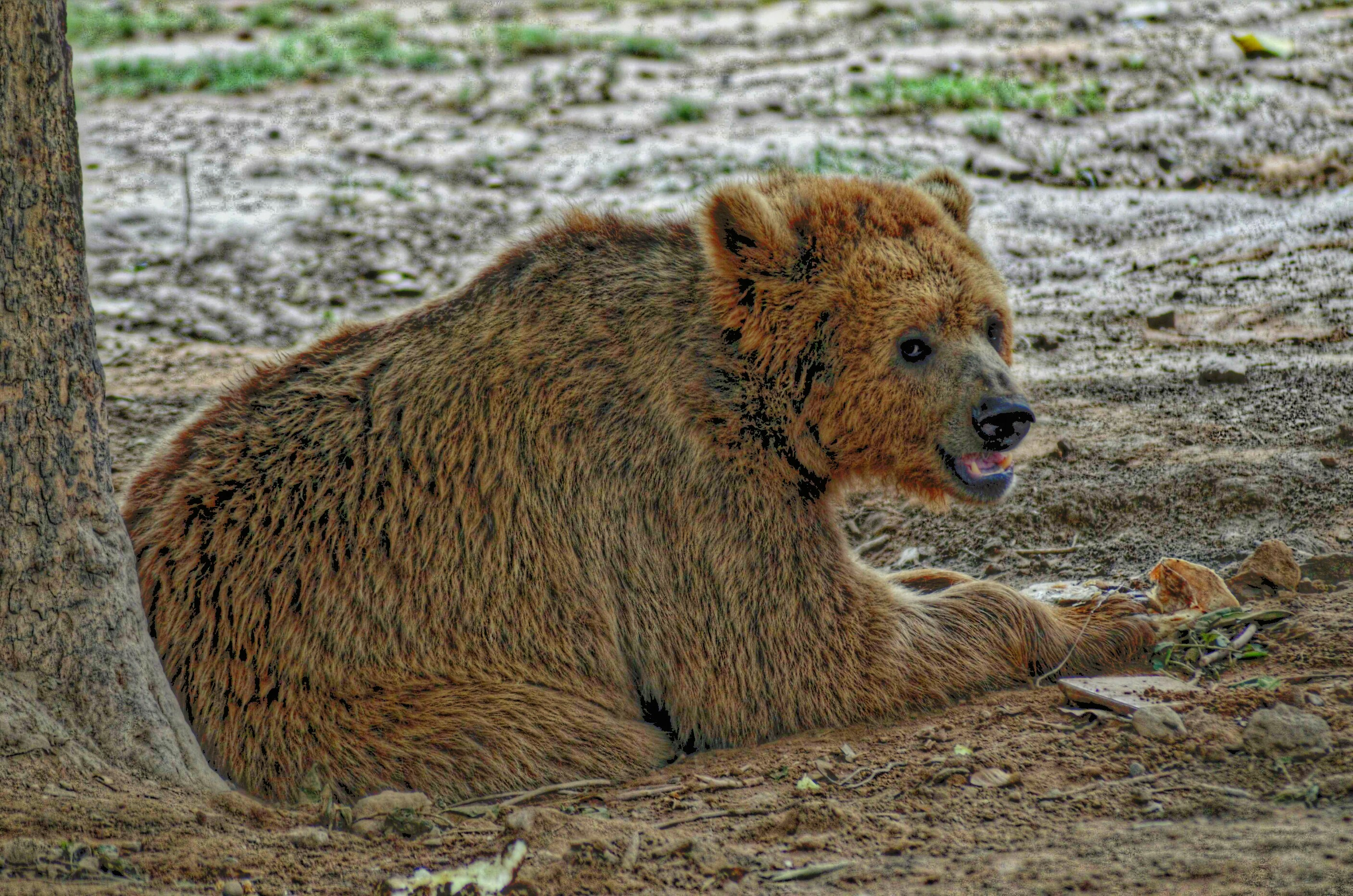
Himalayabär (Ursus arctos isabellinus)
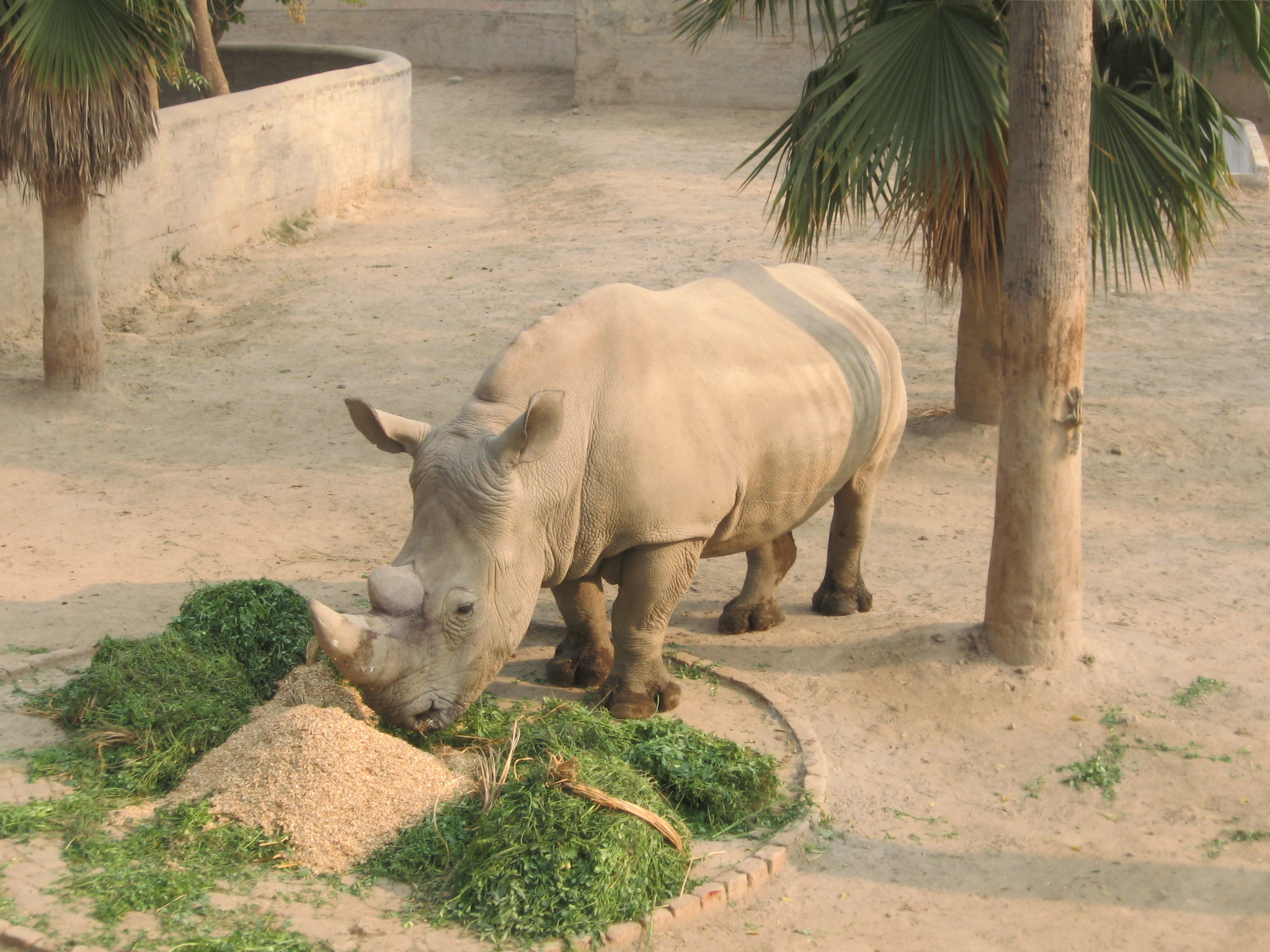
Breitmaulnashorn (Ceratotherium simum)
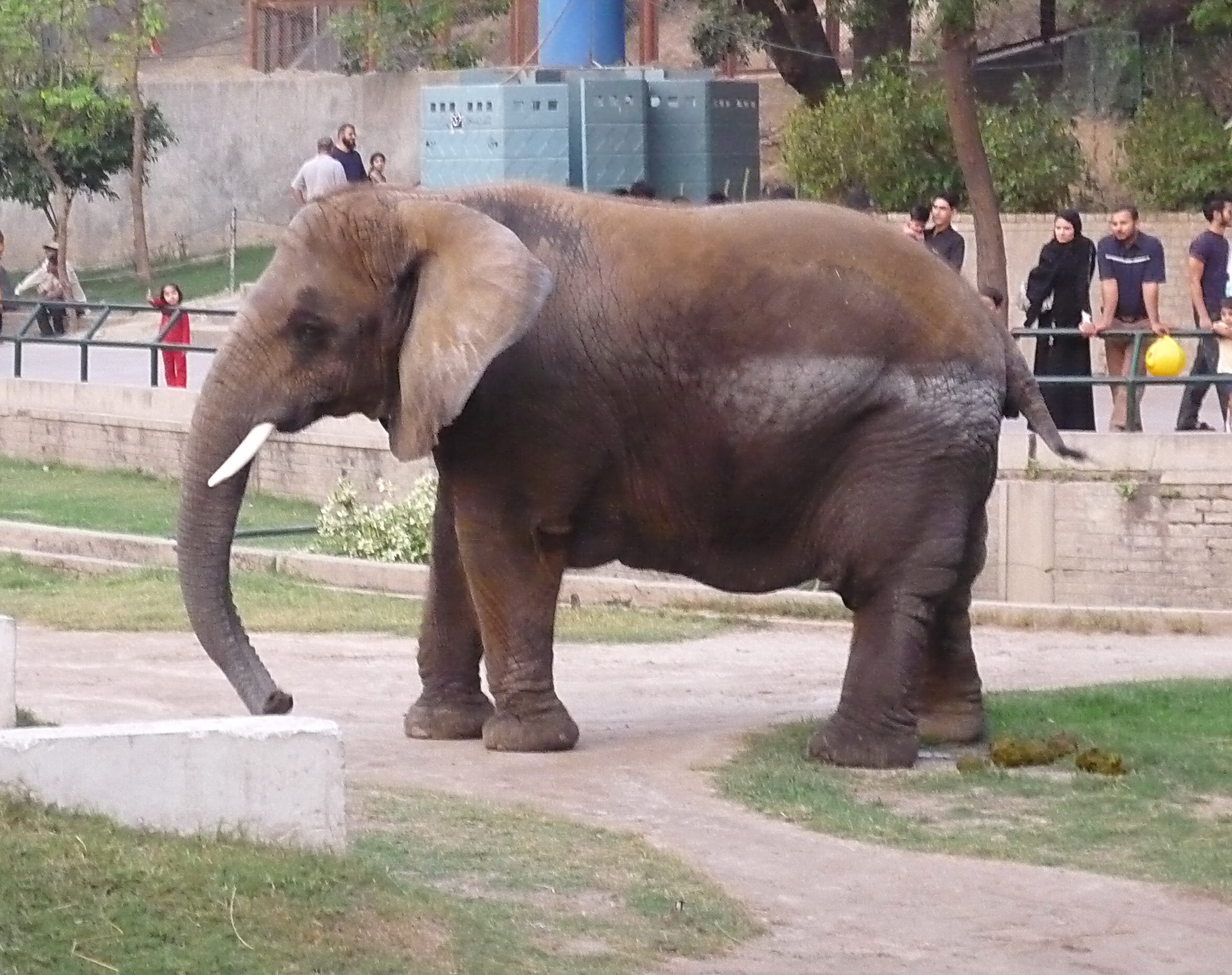
Afrikanischer Elefant (Loxodonta africana)

## Erhaltungsprogramme
Der Lahore Zoo beteiligt sich an verschiedenen Erhaltungsprogrammen für bedrohte Tierarten. Zu nennen sind dabei die Indische Gazelle (Gazella bennettii) (Chinkara), das Punjab-Wildschaf (Ovis punjabiensis) (Punjab-Urial), der Schweinshirsch (Axis porcinus), die Nilgauantilope (Boselaphus tragocamelus) und der Kragenbär (Ursus thibetanus). Unter der Schirmherrschaft der South Asian Zoo Association for Regional Cooperatio (SAZARC) werden jährlich Treffen abgehalten, um über den Stand der Erhaltungsprogramme zu informieren. Der Lahore Zoo war als Mitglied dieser Organisation Gastgeber des 5th annual meeting 2004.
Ein spezielles Programm beschäftigt sich mit der Erhaltung des Indusdelfins (Platanista minor). In Zusammenarbeit mit dem United Nation Development Programme (UNDP) und den Organisationen IUCN, WWF und SAZARC werden Möglichkeiten zum Schutz dieser bedrohten Art ausgelotet.

## Kritik
Der Lahore Zoo wurde wiederholt kritisiert, da mehrere Tiere, wie in der Presse vermutet wurde, wegen unzureichender Pflege oder mangelnder medizinischen Betreuung verendeten. Weitere Kritik wurde geäußert, als vier weiße Tiger offensichtlich ohne ordnungsgemäß ausgestellte Papiere und zu einem unangemessen hohen Preis vom Zoo angeschafft wurden.